# Río Buffalo
El río Buffalo,  también conocido como río nacional Buffalo, es un corto río de Estados Unidos de la cuenca del Misisipi, un afluente del río Blanco que discurre por el norte de Arkansas. Fue en 1972 el primer río Nacional designado en el país y en 1992 un corto tramo de su parte alta fue también designado  como río salvaje y paisajístico nacional. Tiene una longitud de 240 km. Los últimos 217 km del río se encuentran dentro de un área administrada por el Sistema de Parques Nacionales de los Estados Unidos.

## Características
Los recursos naturales de este río forman parte de la diversidad que conforman la región Ozark de Arkansas. Este río se caracteriza por el paisaje agreste que alberga, un espacio no contaminado que pasa por altísimos acantilados, casas de pioneros y áreas naturales.
El río fluye  en direcciones N y E a través de los condados de Newton, Searcy, Marion y Baxter. Se origina en la parte más alta de los montes Boston de Ozark, que fluye sobre la meseta de  Springfield, justo antes de unirse con el río Blanco. El parque es hogar de manadas de alces, especie considerada como estatal. La sección alta del río en el parque nacional Ozark (un tramo de 15,8 km) es administrada por el Servicio Forestal de los Estados Unidos y fue designado el 22 de abril de 1992 como río salvaje y paisajístico nacional; dicha sección no forma parte de un área administrada como parque por el Servicio de Parques, pero si es administrada como parte del Bosque Nacional de Ozark. 
El río Buffalo fue reconocido de tal forma, por un Acta del Congreso, el 1 de marzo de 1972, culminando, de esa forma, los planes para construir uno o más diques sobre el río por parte del Cuerpo de Ingenieros del Ejército de EE. UU. La designación de Río Nacional protege los ríos naturales de usos industriales, confiscaciones y otras obstrucciones que podrían cambiar el carácter natural del río o dañar el hábitat natural, incluyendo la flora y fauna de sus alrededores. 
El río Buffalo es un lugar muy popular para acampar, realizar actividades de canotaje. Al mismo tiempo, es un destino ideal para los fanáticos de la pesca. Los visitantes pueden traer sus propias canoas o alquilar una en el mismo sitio. Para los que disfrutan de acampar, existen un número de sitios acondicionados para dicha actividad a lo largo del río.